# Macromia chui
Macromia chui – gatunek ważki z rodziny Macromiidae. Występuje na Tajwanie i w prowincji Guangdong w południowo-wschodnich Chinach.

## Systematyka
Gatunek ten opisał Syoziro Asahina w 1968 roku w oparciu o pojedynczy okaz – samca. Okaz ten odłowił w maju 1966 roku Y.I. Chu – wykładowca entomologii na Uniwersytecie w Taipei, a gatunek został nazwany na jego cześć. Jako miejsce typowe wskazano Kue shan w prowincji Taipei na Tajwanie. World Odonata List podaje ważność tego gatunku w wątpliwość.